# Сіхоро

43°10′6″ пн. ш. 143°14′28″ сх. д. / 43.16833° пн. ш. 143.24111° сх. д.
Сіхоро́ (яп. 士幌町, しほろちょう, МФА: [ɕihoɾo t͡ɕoː]) — містечко в Японії, в повіті Като округу Токаті префектури Хоккайдо. Станом на 1 жовтня 2008 року площа містечка становила 259,13 км². Станом на 31 березня 2017 населення містечка становило 6232 осіб.